# Михаил Константинович (князь витебский)
Михаил Константинович (ум. до 1307) — князь витебский (1270—1280-е).

## Биография
Отец ― князь полоцкий и витебский Константин Безрукий, ― согласно одной из версий, сын полоцкого князя Брячислава Васильковича, по другой версии — сын Товтивила, участвовавший с ним в походе на Юрьев (1263), по третьей — герсикского князя Всеволода, по четвёртой — полоцкого князя Владимира или смоленского Давида Ростиславовича.
Заслуживает внимания версия белорусского историка В. А. Воронина, по которой Константин был сыном смоленского князя Ростислава Мстиславича, женатого на Евдокии, дочери Александра Ярославича и происходил из смоленских князей. Если это так, то княгиня Евдокия Александровна является бабкой Михаила Константиновича.
Брат Михаила ― Юрий, князь ржевский, фоминский и березуйский.

## Грамота рижского магистрата к витебскому князю Михаилу Константиновичу
Михаил Константинович был витебским князем уже в третьей четверти XIII века. Дальнейшая его судьба неизвестна, в 1280-е гг. Витебск перешёл в управление смоленского князя Фёдора Ростиславича, управлявшего городом через наместников. О времени витебского княжения Михаила Константиновича можно судить по жалобе рижского магистрата к нему. Грамота датируется концом XIII (приблизительно ок. 1286 года). Немецкие купцы через магистрат возражали против запрета витебским князем гостевой торговли. Положение «гость с гостем не торгуй» сильно ущемляло их интересы. Были недовольны купцы и увеличением «весчего» — пошлины за взвешивание товара.
В жалобе говорится о притеснениях и обидах, разбойных нападениях на рижских немцев. Причём, магистрат указывал, что при отце Михаила Константине таковых проблем не возникало. Данная грамота является единственным источником по истории Витебского княжества той поры. Кроме прочего, в ней, например, упоминается старинный Витебский Свято-Марков монастырь.